# Huismoeder
De huismoeder (Noctua pronuba) of hooivlinder is een vrij grote vlinder uit de uilenfamilie. 

## Kenmerken
De vlinder heeft een spanwijdte tussen de 50 en 60 millimeter. De hooivlinder heeft variabel gekleurde voorvleugels met als grondkleur roodbruin, grijsbruin of geelachtig en in het midden een ring- of niervormige vlek. De achtervleugels zijn geel met een zwarte band langs de achterrand. De mannetjes zijn donkerder van kleur dan de vrouwtjes.
De rups wordt ongeveer 50 mm lang. Hij is groen of lichtbruin met een smalle, lichtbruine rugstreep en twee rijen zwarte rugvlekken op het achterste stuk.

## Verspreiding
Vrij talrijk voorkomende vlinder in tuinen, parken, open cultuurland en open loofbossen. In heel Nederland algemeen voorkomend vanaf april-oktober maar vaker vanaf juni-augustus. Wordt veel gezien op vlinderstruiken.
De soort komt voor verspreid over het Palearctisch gebied en is in 1979 in Canada geïntroduceerd.

## Leefwijze
De vlinder heeft één generatie per jaar. In de zomer gaan de vlinders in rust.
Net als bij het rood weeskind kan de huismoeder roofdieren in verwarring brengen door onverwachts op te vliegen. Hierbij zien de gele achtervleugels eruit als twee ogen.
De rupsen kruipen uit hun eitjes vanaf augustus tot mei. Zij brengen de meeste tijd ondergrond door in een klein holletje en voeden zichzelf met grassen en lage kruidachtige planten zoals kruiskruid. Hij kan hierom veel schade veroorzaken tot bloemperken. De verpopping vindt ondergronds plaats.

## Waardplanten
De rups komt op verschillende waardplanten voor, zoals boswilg, gewone braam, grote brandnetel, glad walstro en paardenbloem.

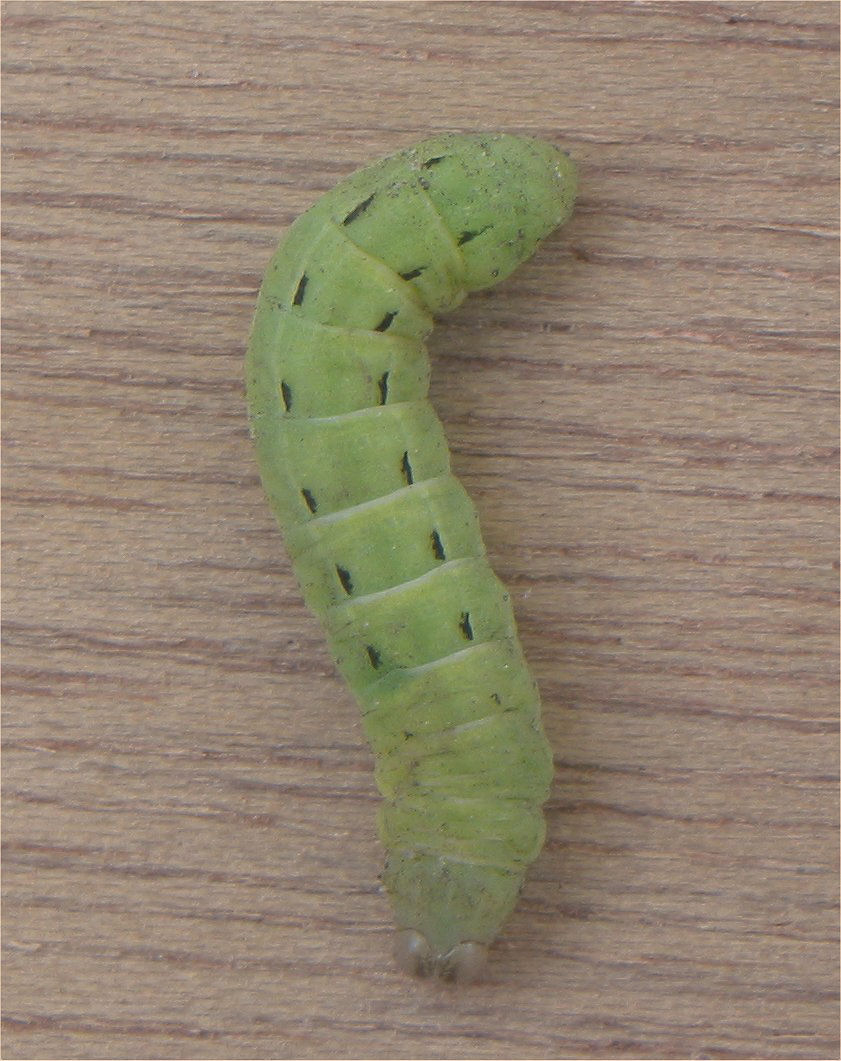
Rups
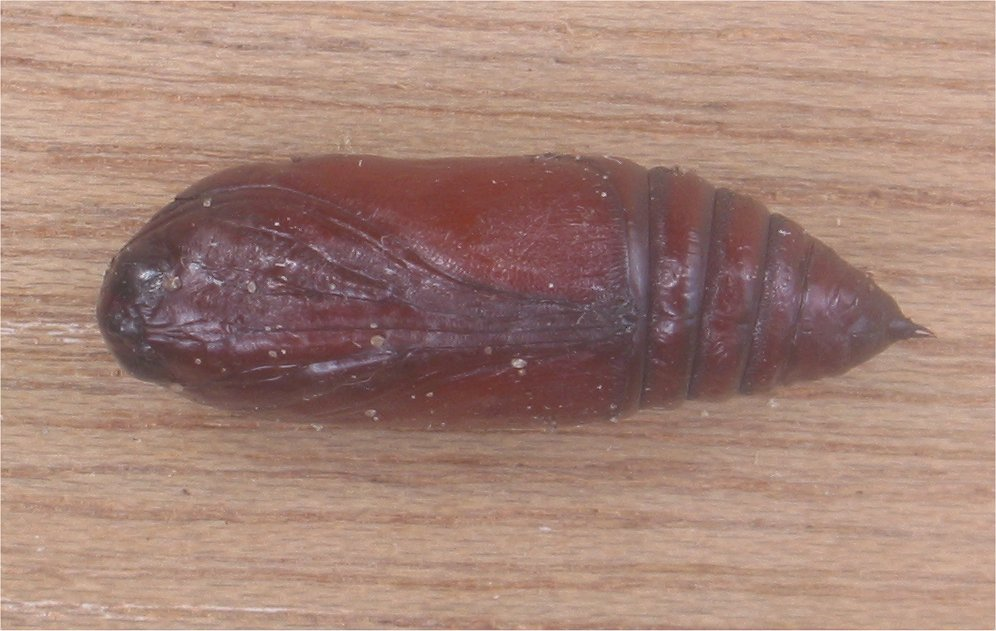
Pop
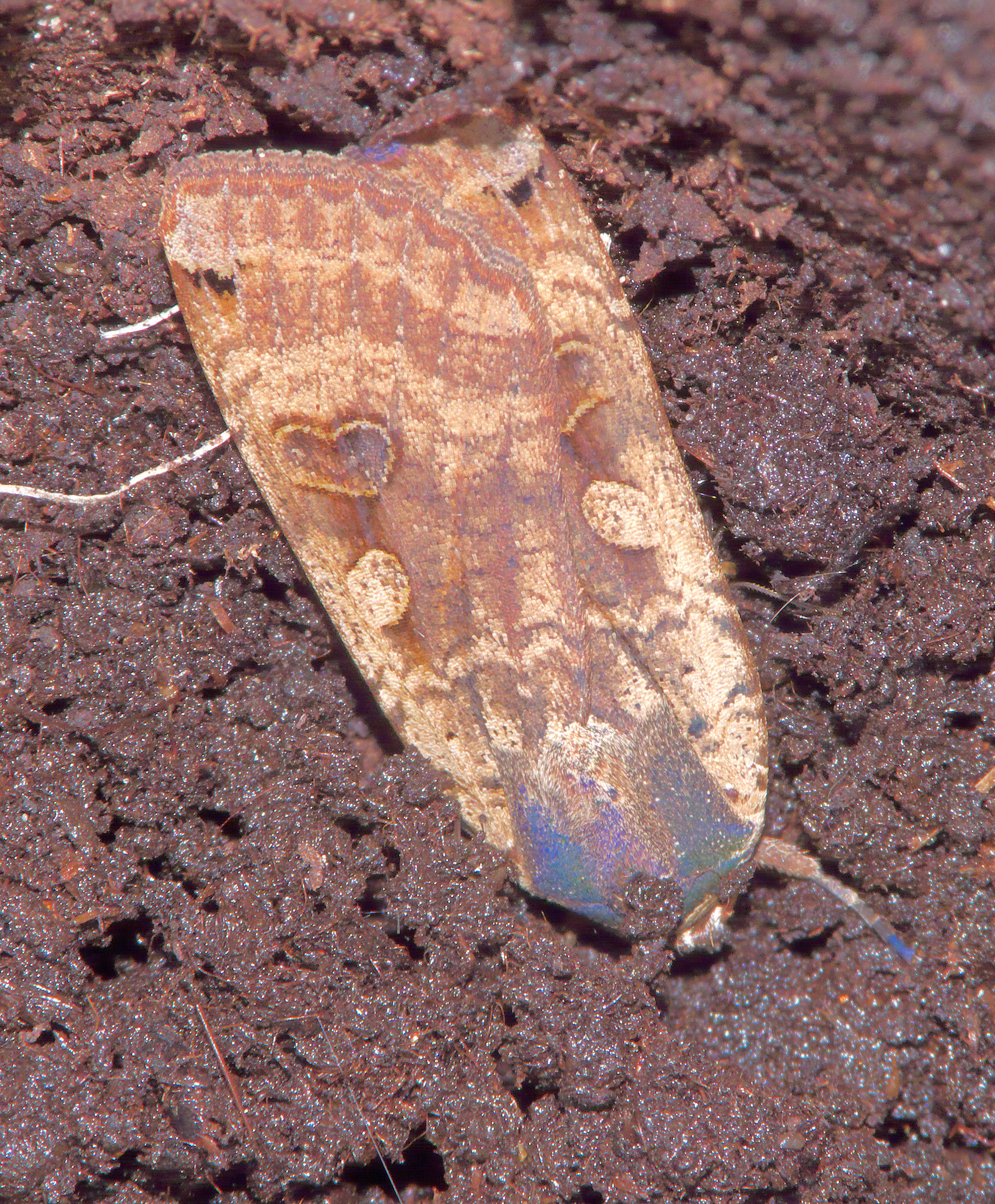
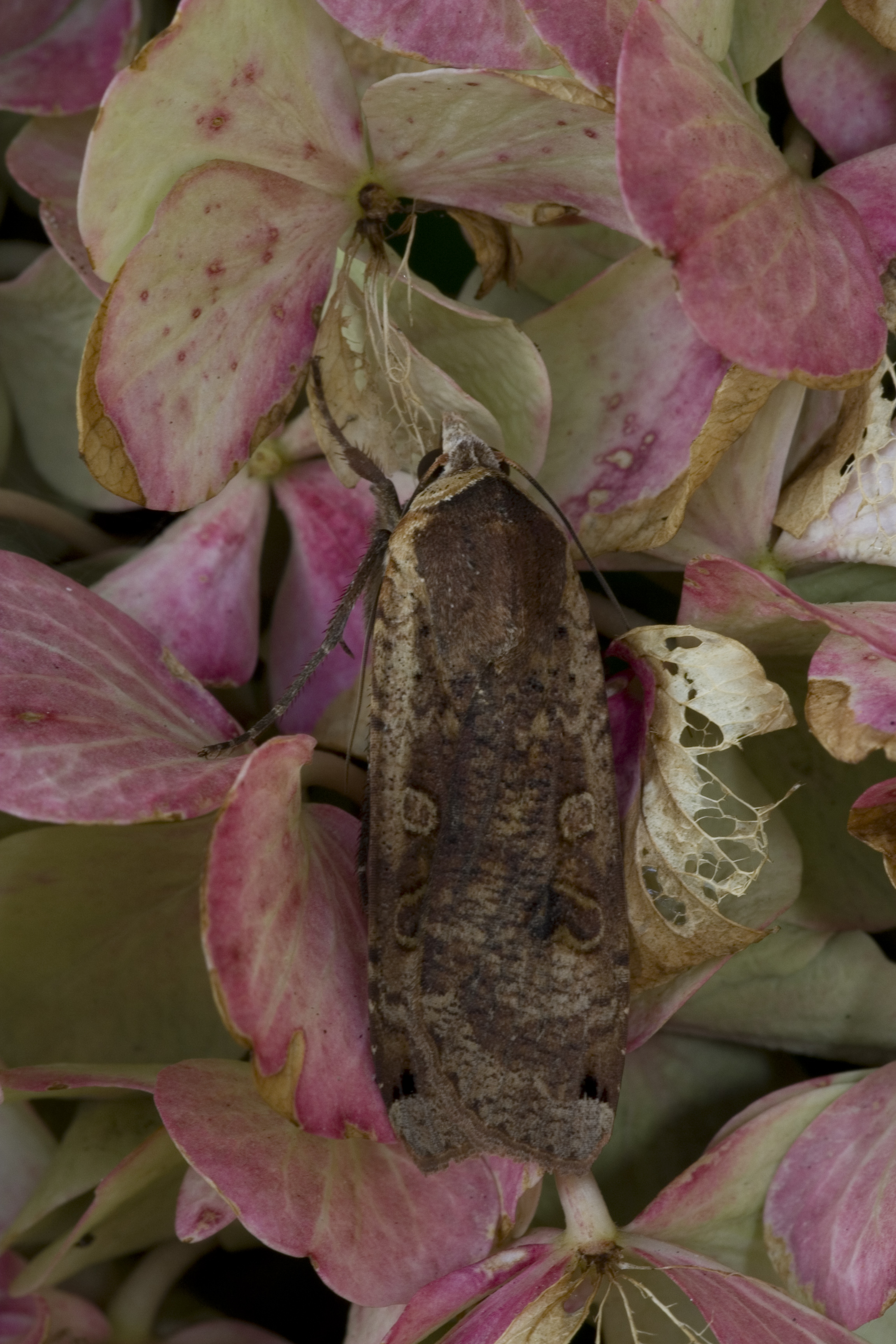

1. 1 2 3 4 5 6  Natuur in de stad (1987), pp. 138.